# میرزا ابراهیم نشاط
میرزا ابراهیم خان نشاط، عضو جامع آدمیت و منشی سفارت فرانسه در تهران بود. با آغاز جریان انقلاب مشروطه، به جرگهٔ مشروطه خواهان پیوست و در انجمنهای مختلف در این راه به فعالیت پرداخت. او یکی از اعضای افراطی کمیتهٔ انقلاب بود که در ربیع‌الاول ۱۳۲۲ تأسیس و اولین جلسهٔ آن در باغ سلیمان خان میکده برگزار شد.
انجمن باغ میکده، انجمنی سری است که در راستای حذف حکومت قاجار در محل باغ میرزا سلیمان خان میکده فعالیت می‌نمود.

## تشکیل انجمن باغ میکده

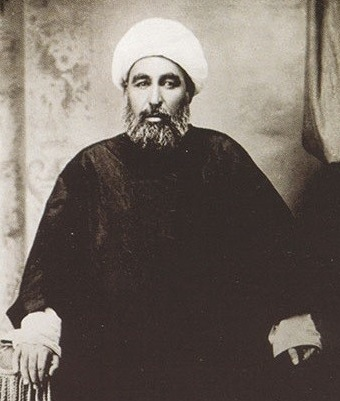
ملک المتکلمین از فعالین پیرو آیین بیانی، ازلی جنبش مشروطه

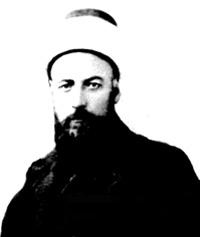
حسن رشدیه فعال بابی ضد قاجار و عضو انجمن باغ سلیمان خان میکده)

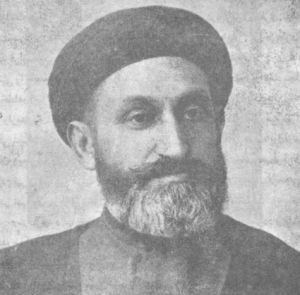
یحیی دولت‌آبادی از فعالین پیرو کتاب بیان، ازلی ^{توضیح}جنبش مشروطه

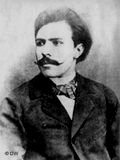
میرزا جهانگیرخان فعال مشروطه و پیرو کتاب بیان، ازلی بود
.

از دیگر اعضای این مجمع نصرالله خان ملک المتکلمین، سید جمال الدین واعظ، ابوالحسن شیخ‌الرئیس. حاجی سیاح، سید محمدرضا مساوات شیرازی، میرزایحیی دولت‌آبادی و غیره بودند. از اهداف این مجمع مخفی «کسب قانون و عدالت و برهم زدن دستگاه ظلم و بیدادگری» بود.
میرزا ابراهیم خان نشاط، که از مخالفان سرسخت آیت‌الله حاج شیخ فضل‌الله نوری بود به همراه سیدجمال اصفهانی و میرزاجهانگیرخان صوراسرافیل و سید محمدرضا مساوات شیرازی به ملاقات نصرالله خان ملک المتکلمین رفتند و در مورد از میان بردن شیخ فضل‌الله نوری اعلام آمادگی کردند ولی طرح آنان با مخالفت ملک‌المتکلمین مواجه شد، به این دلیل که هنوز زمان را مناسب برای اجرای این امر نمی‌دید و قتل حاج شیخ فضل‌الله نوری توسط تندرویان عاملی برای توقف حرکت خودشان می‌شود.
میرزا نصرالله ملک المتکلمین، سید جمال الدین واعظ و حاج میرزا یحیی دولت‌آبادی و دیگر تکاپوگران مشروطه با هم مسلکان شان در مخالفت با حکومت قاجار، در باغ میرزا سلیمان خان میکده جمع می‌شدند تا با تمرکز بیشتری به فعالیت‌های انقلابی خود به پردازند. تکاپوهای ایشان، سرانجام، به نقش آفرینی اساسی در تکوین جنبش مشروطه و نیز دخالت در پیشرفت آن انجامید.
گروه مؤسس، در تاریخ ۱۲ ربیع‌الاول ۱۳۲۲ در اقدامی بی‌سابقه و جسورانه اقدام به دعوت عده‌ای مورد اطمینان نمودند. برای محل تجمع باغ سلیمان خان میکده را انتخاب نمودند.
چند نفر از جمله سید جمال الدین واعظ و ملک المتکلمین و شیخ محمدمهدی شریف کاشانی سخنرانی هائی نموده و سپس قطعنامه‌ای در ۱۸ ماده خوانده و تصویب گردید، مطالب مهم آن در ارتباط با نحوه مبارزه با دربار، جلب نظر روحانیان، روشن کردن افکار عمومی با سخنرانی‌ها در مجلس‌های مختلف و نوشتن و ارسال شرایط و وضع ایران به مطبوعات خارج از کشور بود.
مطابق منابع مختلف تاریخی، حدود نیمی از اعضای این انجمن بابی بوده‌اند. سید جمال الدین واعظ می‌گوید:تفرات بابی ازلی بر آن انجمن حاکم بود و بیشتر حاضران، آن گونه می‌اندیشیدند.

### نفرات کلیدی
در میان اعضای این انجمن، بابیان برجسته‌ای چون شیخ محمدمهدی شریف کاشانی، ملک المتکلمین، سید جمال واعظ، سید محمدرضا مساوات، سید اسدالله خرقانی، شیخ مهدی بحرالعلوم کرمانی، ابوالحسن میرزا قاجار - آقا میرزا محسن (برادر صدرالعلما) - سلیمان خان میکده - یحیی دولت‌آبادی - محمدعلی‌خان نصرةالسلطان - جهانگیرخان صوراسرافیل، میرزا عباس علی خان شوکت، حامدالملک شیرازی، میرزا محمود شیرازی، حاج میرزا علی محمد دولت‌آبادی و … حضور داشتند. برخی ار ایشان در میان منسوبان نسبی و سببی صبح ازل قرار داشتند و برخی نیز در گذشته، به قبرس رفته و با پیشوای شان دیدار کرده‌اند.
مهدی ملک‌زاده از شیخ محمدمهدی شریف کاشانی به عنوان ریاست این انجمن که به انجمن باغ میکده شناخته می‌شود نام می‌برد.
شیخ عبدالعلی موبد بیدگلی کاشانی، نیز از فعالین انجمن سری آزادی خواهان باغ میکده بود.

### فعالیت‌های انجمن
ملک‌زاده فهرستی از اعضای انجمن باغ میکده را که سلیمان خان میکده به او داده بود را در کتاب زندگانی ملک المتکلمین آورده، نگاشتن مقالات بی امضاء در خصوص فایده‌های مشروطیت، سیر دادن سید محمد طباطبایی و سید عبدالله بهبهانی به مخالفت با حکومت و… را به اعضای این انجمن نسبت داده است. و در کتاب تاریخ انقلاب مشروطیت ایران، این انجمن را به شکلی تفصیلی شرح داده و تعداد بیشتری از اعضای آن را یاد نموده و آن گروه را هستهٔ انقلاب مشروطیت نامیده و اعمال زیر را به ایشان نسبت داده است:
- فرستاده شدن سید اسدالله خرقانی به نجف، برای ورود ملا محمدکاظم خراسانی در مشروطیت[۱۷]
- ایجاد اتحاد و همقدمی میان سیدمحمد طباطبایی و سید عبدالله بهبهانی[۱۸]
- حرکت دادن تاجران تهران به سمت مخالفت با دولت و در نهایت تحصن در حرم عبدالعظیم (مهاجرت صغری)[۱۹]
- تماس با روحانیون مخالف[۲۰]
- دخالت در پیوستن پسر بزرگ شیخ فضل‌الله نوری به متحصنان شهر ری[۲۱]
- رساندن نامه‌های تهدیدآمیز به مظفرالدین شاه[۲۲]
- شرح حکومت قانون و نتیج حاصل از مجلس مؤسسان، برای متحصنان شهرری[۲۳]
- نقش اساسی در تأسیس عدالتخانه[۲۴][۲۵][۲۶]
- کمک مالی به مخالفان دولت[۲۷]

### عاقبت انجمن
این گروه در نهایت با تدابیر علی‌اصغرخان اتابک از هم پاشیده، ماهیت آن افشاء و اعضای آن شناخته شده و به حبس و تبعید گرفتار شدند.